# Àsia meridional

Àsia Meridional.

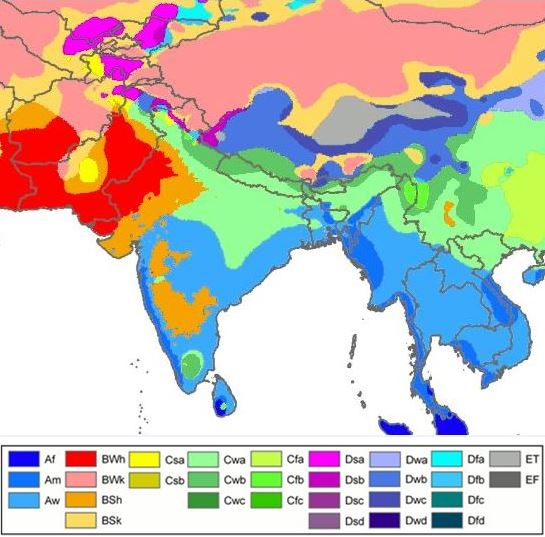
Köppen mapa classificació del clima del sud d'Àsia.

Àsia Meridional o Àsia del Sud és la regió geogràfica del món que agrupa els estats de les zones veïnes del Subcontinent indi.

## Definicions
Segons les definicions emprades pot incloure els estats següents:
1. Només les zones del Subcontinent indi al sud de l'Himalaia, amb l'Índia, Pakistan, Bangladesh, Nepal, Bhutan, Sri Lanka, i les Maldives.
2. La regió 1 més l'Afganistan, sovint amb Myanmar (nou nom del que era Birmània amb capital a Yagon o Rangoon) (i, en alguns casos, el Tibet).

Històricament cal destacar l'existència de poderoses civilitzacions des de l'antiguitat. Els estats actuals de la zona tenen un passat comú recent com a colònies britàniques a l'època de l'imperialisme. Des de la independència han tingut lloc diverses guerres per motius fronterers i religiosos. Aquesta regió es caracteritza per una gran diversitat cultural i una forta densitat de població, amb un 20% dels habitants d'Àsia.
La varietat és palesa en la geografia, amb zones desèrtiques, l'Oceà Índic, l'existència de les muntanyes més altes del planeta, grans rius i fenòmens climàtics com els monsons.

## Organismes
El SAARC és l'organisme que vetlla per la unitat dels diferents Estats que estan a la zona, per aconseguir més progrés econòmic. Els països en què s'apliquen són l'Índia, Pakistan, Bangladesh, Nepal, Bhutan, Sri Lanka, Maldives, i l'Afganistan.
Els estats membres del SAARC han firmat el SAFTA, un acord preliminar vers una unió econòmica.